# الحسنية (ولاية عين الدفلى)
الحسنية هي إحدى بلديات ولاية عين الدفلى الجزائرية.